# 魯謝楚鄉
44°57′N 27°13′E / 44.950°N 27.217°E
魯謝楚鄉（羅馬尼亞語：Comuna Rușețu, Buzău），是羅馬尼亞的鄉份，位於該國東南部，由布澤烏縣負責管轄，面積10,186平方公里，海拔高度46米，2007年人口4,080，人口密度每平方公里0.4人。

## 友好城市
- 法國 索米尔